# Сфорцини, Альфредо
Альфре́до Сфорци́ни (итал. Alfredo Sforzini; 11 февраля 1914 — 21 декабря 1943) — итальянский танкист, участник движения Сопротивления в Италии во время Второй мировой войны. Кавалер высшей награды Италии за подвиг на поле боя — золотой медали «За воинскую доблесть» (посмертно).

## Биография
Родился 11 февраля 1914 года в городе Пеша (провинция Пистоя, регион Тоскана, Королевство Италия). До призыва на армейскую службу работал барменом. Планировал открыть собственное дело.
С началом Второй мировой войны Альфредо Сфорцини был призван в армию и направлен в Югославию. Затем вернулся в Италию и служил в танковом полку «Монферратская кавалерия» в звании капрала, когда правительство Бадольо объявило нейтралитет Италии во Второй мировой войне. После оккупации Италии войсками Третьего рейха некоторое время скрывался от нацистов, чтобы избежать ареста, а затем вступил в 4-ю гарибальдийскую бригаду, действовавшую в Валь-Монтуозо. Вскоре он был назначен командиром разведки.
Разоблачённый по доносу бывшего сослуживца, Сфорцини был арестован в гостинице «La Verna Nuova» в коммуне Кавур и доставлен в отделение гестапо в Салуццо. Здесь он подвергся пыткам, но никого не сдал. В итоге его приговорили к повешению. 21 декабря 1943 года на место казни, на углу площади Государства и улицы Пинероло в Кавуре, нацисты согнали жителей коммуны. С возгласом «Да здравствует свобода!» Сфорцини собственными руками надел петлю себе на шею и спрыгнул с края грузовика, служившего эшафотом. Нацисты приказали итальянской полиции охранять труп партизана, и в течение двух или трёх суток его тело висело на месте казни с табличкой «Он стрелял в немцев».
Сфорцини был посмертно награждён золотой медалью «За воинскую доблесть».

## Память
Имя Сфорцини было присвоено 4-й гарибальдийской бригаде. После Второй мировой войны в его честь была названа центральная площадь Кавура, на месте гибели установлена мемориальная доска. Также его именем назван один из скверов в Ливорно. В родном городе героя в 1980-х годах был построен пешеходный мост Альфредо Сфорцини через реку Пеша.
Итальянский писатель Аугусто Пьетавино в 2013 году издал книгу под названием «Вся эта страсть: роман, вдохновлённый жизнью Альфредо Сфорцини (1914—1943)» (итал. Tutta questa passione: romanzo ispirato alla vita di Alfredo Sforzini (1914—1943)).